# عوضين وإمبراطورية عين (مسلسل)
عوضين وإمبراطورية عين مسلسل فكاهي مصري، إنتج عام 1997 بطولة سمير غانم وأحلام الجريتلي وعايدة رياض وحسين الشربيني ونعيمة وصفي وميرنا المهندس، من تأليف مجدي الإبياري وإخراج صفوت القشيري.

## قصة المسلسل
في إطار اجتماعي كوميدي يعود عوضين بعد 40 سنة من الهجرة للخارج. وكانت قد انقطعت كل أخبار ابنائه عنه طوال كل تلك المدة، فقرر بعد أن يتقصى أخبار جميع أبنائه الخمسة عشر، والتي تبدأ أسماؤهم جميعا بحرف الـ «ع». وتُعرض حياة وسلوكيات كل واحد منهم في حلقتين منفصلتين.